# Gerrit Peters
Pour les articles homonymes, voir Peters.
Gerard Pieter Peters, dit Gerrit Peters (né le 31 juillet 1920 à Haarlem et mort le 6 avril 2005 dans la même ville) est un coureur cycliste néerlandais. Professionnel de 1942 à 1956, il a notamment été champion du monde de poursuite en 1946. Il a été partenaire de Gerrit Schulte lors de compétitions disputées par paire. Ils ont remporté ensemble le championnat d'Europe de l'américaine en 1950 et six courses de six jours.

## Palmarès

### Championnats du monde
- 1946
  -  Champion du monde de poursuite

### Six jours
- 1950 : Gand, Paris (avec Gerrit Schulte)
- 1953 : Paris (avec Gerrit Schulte)
- 1954 : Berlin, Anvers (avec Gerrit Schulte)
- 1955 : Münster (avec Gerrit Schulte)

### Courses sur piste
- 1949 : Prix Hourlier-Comès (avec Gerrit Schulte)
- 1952 : Prix Goullet-Fogler (avec Gerrit Schulte)

### Championnats d'Europe
- 1950
  -  Champion d'Europe de l'américaine (avec Gerrit Schulte)

### Championnats nationaux
- Champion des Pays-Bas de poursuite en 1946

### Résultats sur les Grands Tours

#### Tour de France
- 1951 : non partant (14e étape)

#### Tour d'Italie
- 1953 : abandon